# セドリック・ヤーブロー
セドリック・ヤーブロー（Cedric Yarbrough、1973年3月20日 - ）は、アメリカ合衆国の俳優。

## 出演作品
- Ben & Kate
- ＣＨＵＣＫ／チャック シーズン3
- Ｍｒ.ボディガード／学園生活は命がけ!
- お願い!プレイメイト
- ポリス・バカデミー／マイアミ危機連発!
- エアポート・アドベンチャー　クリスマス大作戦
- 陪審員2番 Juror #2 (2024)